# Objaw Winterbottoma
Objaw Winterbottoma (ang. Winterbottom's sign) – objaw charakterystyczny dla śpiączki gambijskiej (odmiany śpiączki afrykańskiej wywołanej przez Trypanosoma brucei gambiense), polegający na powiększeniu węzłów chłonnych w tylnym trójkącie szyjnym.